# WWE-pay-per-viewevenementen 1986
De WWE-pay-per-viewevenementen in 1986 bestond uit professioneel worstelevenementen, die door de WWE werden georganiseerd in het kalenderjaar 1986.
In 1986 organiseerde de toen nog World Wrestling Federation (WWF) genaamd, slechts één evenement en dat was WrestleMania 2. Tot nu toe is dit het enige evenement, dat op drie verschillende locaties heeft plaatsgevonden.

## WWE-pay-per-viewevenementen in 1986
| Datum        | Evenement      | Locatie                           | Stad                 |
| ------------ | -------------- | --------------------------------- | -------------------- |
| 7 april 1986 | WrestleMania 2 | Nassau Veterans Memorial Coliseum | Uniondale (New York) |
| 7 april 1986 | WrestleMania 2 | Allstate Arena                    | Rosemont (Illinois)  |
| 7 april 1986 | WrestleMania 2 | Los Angeles Memorial Sports Arena | Los Angeles          |